# Kristen

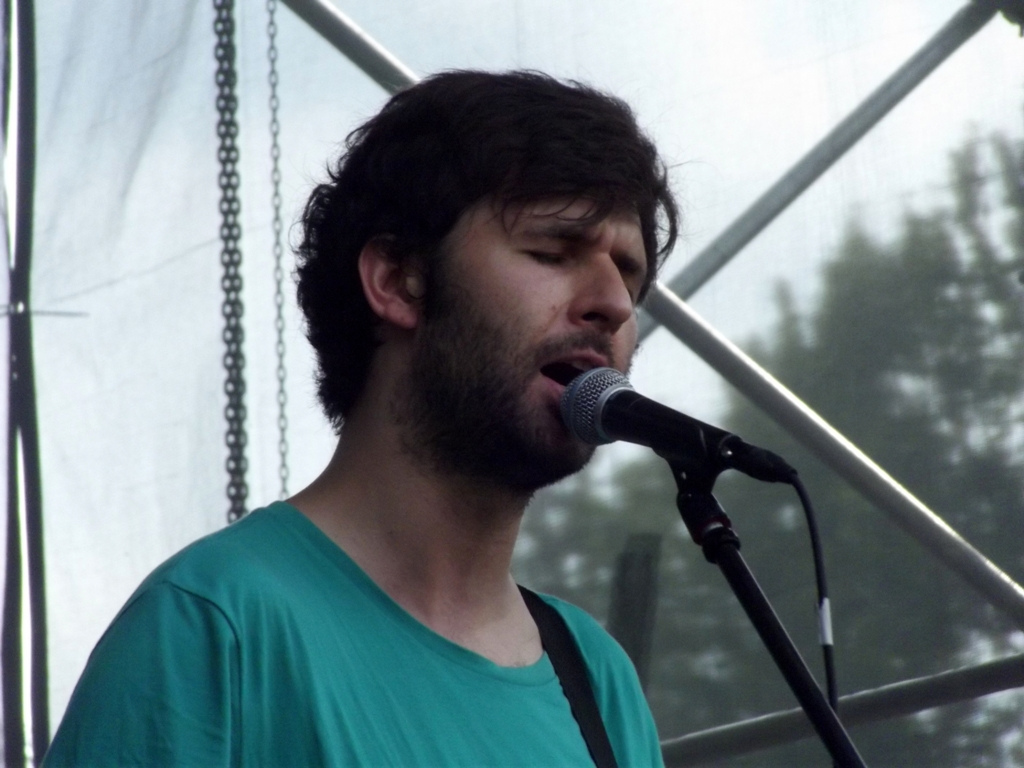
Michał Biela z Kristen podczas Off Festival w 2012 roku.

Kristen – zespół muzyczny założony w Szczecinie w 1997 przez Michała Bielę oraz braci Mateusza i Łukasza Rychlickich grający muzykę określaną jako math rock, noise, rock niezależny, post-rock. 
Określany jako „jeden z najważniejszych polskich zespołów alternatywnych” oraz „najlepszy zespół w kraju z kręgów szeroko pojętej muzyki niezależnej”. Wydana w 2016 płyta Las znalazła się na 5. miejscu w podsumowaniu roku Gazety Wyborczej. 

## Skład
- Łukasz Rychlicki (gitara)
- Mateusz Rychlicki (perkusja)
- Michał Biela (gitara basowa, gitara, wokal)
- Marcin Piekoszewski (2003, gitara)
- Konrad Smoleński (od 2005 do 2007 gitara basowa)

## Dyskografia
- Kristen (CD) (2000)
- Stiff Upper Worlds (CD) (2002)
- Please Send Me A Card (CD) (2003)
- Night Store (CD) (2005)
- Western Lands (CD) (2010)
- An Accident (CD) (2011)
- The Secret Map (CD / winyl) (2014)
- Las (CD / winyl) (2016)